# Jason Anick
Jason Anick (* 3. Oktober 1985 in Framingham, Massachusetts) ist ein amerikanischer Jazzmusiker (Geige, Mandoline, Komposition), der am Berklee College of Music unterrichtet.

## Leben und Wirken
Anick wuchs in einer musikalischen Familie auf und lernte ab dem Alter von sechs Jahren klassische Geige; sein gitarrespielender Vater weckte sein Interesse an Improvisation und Gypsy-Jazz, was dazu führte, dass er Jazz und klassische Musik an der Hartt School of Music studierte. 
Noch während seines Studiums trat Anick mit dem Robin Nolan Trio beim Montreal Jazz Festival auf. Das führte 2008 zu einer zehnjährigen Zusammenarbeit mit dem Gitarristen John Jorgenson, was in der Aufnahme des Albums One Stolen Night (2010) und mehrfachen Tourneen mündete. Daneben hat er eigene Projekte begründet, wie die Gypsy-Jazz-Gruppe Rhythm Future Quartet mit dem Gitarristen Olli Soikkeli, das „mit origineller, erfrischender Fusion aus traditionellem Hot-Club-Swing und modernem Jazz, Folk und Pop“ überzeugen kann und sein Americana-orientiertes Acoustic Trio. Des Weiteren betreibt er ein Quartett mit dem Pianisten Jason Yeager, dessen Album United (2017) hohes Lob erhielt. Unter eigenem Namen legte er die AlbenSleepless (2011) und Tipping Point (2014) vor. Ferner arbeitete er mit Stevie Wonder, Guster, Tommy Emmanuel, Hamilton de Holanda, Andreas Öberg, Jon Hendricks, Connie Evingson, der Jim Kweskin Jug Band, Celia Woodsmith und Ward Hayden. Im Kritikerpoll des Down Beat wurde Anick mehrfach als Rising Star nominiert.
Annick gehört als Hochschullehrer zur Fakultät des Berklee College of Music. 2022 veröffentlichte er sein Lehrbuch Violin Fingerboard Mastery.